# Palata Čorko
Palata Čorko je palata porodice Čorko u Perastu.
Nalazi se u zapadnom dijelu Perasta, u Penčićima, u brdu. Od palate Čorko se kretanjem prema obali dolazi do palate Bujović i crkve sv. Ivana Krstitelja.
Današnja namjena palate Čorko je stambena.